# アニー賞 長編作品賞
アニー賞 長編作品賞（アニーしょう ちょうへんさくひんしょう、Annie Award for Best Animated Feature）は、1992年に始まったアニー賞の部門の一つで、毎年優秀な長編アニメーション映画に授与される。
2001年にアカデミー長編アニメ映画賞が創設されて以来、2006年、2008年、2010年、2012年、2014年、2019年を除き、同じ作品に対して授与している。

## 受賞作・ノミネート作
- † – アカデミー長編アニメ映画賞受賞作。
- ‡ – アカデミー長編アニメ映画賞ノミネート作。
- ‡‡ – アカデミー作品賞ノミネート作。

### 1990年代
| 年     | 映画                                  | スタジオ                                                                                |
| ------ | ------------------------------------- | --------------------------------------------------------------------------------------- |
| 1992年 | 美女と野獣 ‡‡                         | ウォルト・ディズニー・ピクチャーズ / ウォルト・ディズニー・フィーチャー・アニメーション |
| 1992年 | Bébé's Kids                           | ハイペリオン / パラマウント映画                                                         |
| 1992年 | 不思議の森の妖精たち                  | 20世紀フォックス・アニメーション / FAI Films / クロイヤー・フィルムス                   |
| 1993年 | アラジン                              | ウォルト・ディズニー・ピクチャーズ / ウォルト・ディズニー・フィーチャー・アニメーション |
| 1993年 | NEMO/ニモ                             | トムス・エンタテインメント                                                              |
| 1993年 | Once Upon a Forest                    | 20世紀フォックス・アニメーション / ハンナ・バーベラ・プロダクション                     |
| 1994年 | ライオン・キング                      | ウォルト・ディズニー・ピクチャーズ / ウォルト・ディズニー・フィーチャー・アニメーション |
| 1994年 | バットマン/マスク・オブ・ファンタズム | ワーナー・ブラザース・アニメーション                                                    |
| 1994年 | ナイトメアー・ビフォア・クリスマス    | タッチストーン・ピクチャーズ / スケリントン・プロダクション                             |
| 1995年 | ポカホンタス                          | ウォルト・ディズニー・ピクチャーズ / ウォルト・ディズニー・フィーチャー・アニメーション |
| 1995年 | グーフィー・ムービー ホリデーは最高!! | ウォルト・ディズニー・ピクチャーズ / ウォルト・ディズニー・テレビジョン・アニメーション |
| 1995年 | スワン・プリンセス/白鳥の湖           | Crest Animation Productions                                                             |
| 1996年 | トイ・ストーリー                      | ピクサー / ウォルト・ディズニー・ピクチャーズ                                           |
| 1996年 | ノートルダムの鐘                      | ウォルト・ディズニー・ピクチャーズ / ウォルト・ディズニー・フィーチャー・アニメーション |
| 1996年 | ジャイアント・ピーチ                  | ウォルト・ディズニー・ピクチャーズ / スケリントン・プロダクション / Allied Filmmakers   |
| 1997年 | キャッツ・ドント・ダンス              | ターナー・フィーチャー・アニメーション / ワーナー・ブラザース・アニメーション           |
| 1997年 | ヘラクレス                            | ウォルト・ディズニー・ピクチャーズ / ウォルト・ディズニー・フィーチャー・アニメーション |
| 1997年 | スペース・ジャム                      | ワーナー・ブラザース・アニメーション                                                    |
| 1998年 | ムーラン                              | ウォルト・ディズニー・ピクチャーズ / ウォルト・ディズニー・フィーチャー・アニメーション |
| 1998年 | アナスタシア                          | 20世紀フォックス・アニメーション                                                        |
| 1998年 | スーパー変態ハネムーン 花婿はヘンな人 | ビル・プリンプトン                                                                      |
| 1998年 | 魔法の剣 キャメロット                 | ワーナー・ブラザース・アニメーション                                                    |
| 1999年 | アイアン・ジャイアント                | ワーナー・ブラザース・アニメーション                                                    |
| 1999年 | バグズ・ライフ                        | ピクサー / ウォルト・ディズニー・ピクチャーズ                                           |
| 1999年 | プリンス・オブ・エジプト              | ドリームワークス・アニメーション                                                        |
| 1999年 | サウスパーク/無修正映画版             | パラマウント映画 / ワーナー・ブラザース / Comedy Central Films                          |
| 1999年 | ターザン                              | ウォルト・ディズニー・ピクチャーズ / ウォルト・ディズニー・フィーチャー・アニメーション |

### 2000年代
| Year   | Film                                          | Studios |
| ------ | --------------------------------------------- | --- |
| 2000年 | トイ・ストーリー2                             | ピクサー / ウォルト・ディズニー・ピクチャーズ'                                                                        |
| 2000年 | チキンラン                                    | アードマン・アニメーションズ / ドリームワークス / パテ                                                                |
| 2000年 | ファンタジア2000                              | ウォルト・ディズニー・ピクチャーズ / ウォルト・ディズニー・フィーチャー・アニメーション                               |
| 2000年 | エル・ドラド 黄金の都                         | ドリームワークス・アニメーション                                                                                      |
| 2000年 | タイタンA.E.                                  | 20世紀フォックス・アニメーション                                                                                      |
| 2001年 | シュレック †                                  | ドリームワークス・アニメーション / パシフィック・データ・イメージズ                                                   |
| 2001年 | BLOOD THE LAST VAMPIRE                        | IG Plus / IPA / ソニー・インタラクティブエンタテインメント / アニプレックス                                           |
| 2001年 | ラマになった王様                              | ウォルト・ディズニー・ピクチャーズ / ウォルト・ディズニー・フィーチャー・アニメーション                               |
| 2001年 | バクテリア・ウォーズ                          | ワーナー・ブラザース・アニメーション                                                                                  |
| 2002年 | 千と千尋の神隠し †                            | スタジオジブリ |
| 2002年 | アイス・エイジ ‡                              | 20世紀フォックス・アニメーション / ブルースカイ・スタジオ                                                             |
| 2002年 | リロ・アンド・スティッチ ‡                    | ウォルト・ディズニー・ピクチャーズ / ウォルト・ディズニー・フィーチャー・アニメーション                               |
| 2002年 | モンスターズ・インク ‡                        | ピクサー / ウォルト・ディズニー・ピクチャーズ                                                                         |
| 2002年 | スピリット ‡                                  | ドリームワークス・アニメーション                                                                                      |
| 2003年 | ファインディング・ニモ †                      | ピクサー / ウォルト・ディズニー・ピクチャーズ                                                                         |
| 2003年 | ブラザー・ベア ‡                              | ウォルト・ディズニー・ピクチャーズ / ウォルト・ディズニー・フィーチャー・アニメーション                               |
| 2003年 | ルーニー・テューンズ:バック・イン・アクション | ワーナー・ブラザース・アニメーション                                                                                  |
| 2003年 | 千年女優                                      | Go Fish Pictures |
| 2003年 | ベルヴィル・ランデブー ‡                      | レ・ザルマトゥール |
| 2004年 | Mr.インクレディブル †                         | ピクサー / ウォルト・ディズニー・ピクチャーズ                                                                         |
| 2004年 | イノセンス                                    | Go Fish Pictures |
| 2004年 | シュレック2 ‡                                 | ドリームワークス・アニメーション / パシフィック・データ・イメージズ                                                   |
| 2004年 | スポンジ・ボブ/スクエアパンツ ザ・ムービー    | ニコロデオン・ムービーズ / パラマウント映画                                                                           |
| 2005年 | ウォレスとグルミット 野菜畑で大ピンチ! †      | アードマン・アニメーションズ / ドリームワークス・アニメーション                                                       |
| 2005年 | チキン・リトル                                | ウォルト・ディズニー・ピクチャーズ / ウォルト・ディズニー・フィーチャー・アニメーション                               |
| 2005年 | ティム・バートンのコープスブライド ‡          | ライカ / Warner Bros. Pictures                                                                                        |
| 2005年 | ハウルの動く城 ‡                              | スタジオジブリ |
| 2005年 | マダガスカル                                  | ドリームワークス・アニメーション / パシフィック・データ・イメージズ                                                   |
| 2006年 | カーズ ‡                                      | ピクサー / ウォルト・ディズニー・ピクチャーズ                                                                         |
| 2006年 | ハッピー フィート †                           | アニマル・ロジック / Kennedy Miller Mitchell / ヴィレッジ・ロードショー・ピクチャーズ / Warner Bros. Pictures         |
| 2006年 | モンスター・ハウス ‡                          | アンブリン・エンターテインメント / コロンビア ピクチャーズ / イメージムーバーズ                                       |
| 2006年 | オープン・シーズン                            | コロンビア映画 / ソニー・ピクチャーズ アニメーション                                                                  |
| 2006年 | 森のリトル・ギャング                          | ドリームワークス・アニメーション / パシフィック・データ・イメージズ                                                   |
| 2007年 | レミーのおいしいレストラン †                  | ピクサー / ウォルト・ディズニー・ピクチャーズ                                                                         |
| 2007年 | ビー・ムービー                                | ドリームワークス・アニメーション                                                                                      |
| 2007年 | ペルセポリス ‡                                | ソニー・ピクチャーズ クラシックス                                                                                     |
| 2007年 | ザ・シンプソンズ MOVIE                        | 20世紀フォックス・アニメーション                                                                                      |
| 2007年 | サーフズ・アップ ‡                            | コロンビア映画 / ソニー・ピクチャーズ アニメーション                                                                  |
| 2008年 | カンフー・パンダ ‡                            | ドリームワークス・アニメーション                                                                                      |
| 2008年 | 9ドル99セント                                 | Sherman Pictures / Lama Films                                                                                         |
| 2008年 | ボルト ‡                                      | ウォルト・ディズニー・ピクチャーズ / ウォルト・ディズニー・アニメーション・スタジオ                                   |
| 2008年 | ウォーリー †                                  | ピクサー / ウォルト・ディズニー・ピクチャーズ                                                                         |
| 2008年 | 戦場でワルツを                                | Bridgit Folman / Les Films D'ici / Razor Films / ソニー・ピクチャーズ・クラシックス                                   |
| 2009年 | カールじいさんの空飛ぶ家 † ‡‡                 | ピクサー / ウォルト・ディズニー・ピクチャーズ                                                                         |
| 2009年 | くもりときどきミートボール                    | コロンビア映画 / ソニー・ピクチャーズ アニメーション                                                                  |
| 2009年 | コララインとボタンの魔女 3D ‡                 | ライカ |
| 2009年 | ファンタスティック Mr.FOX ‡                   | 20世紀フォックス・アニメーション / American Empirical Pictures / Indian Paintbrush / リージェンシー・エンタープライズ |
| 2009年 | プリンセスと魔法のキス ‡                      | ウォルト・ディズニー・ピクチャーズ / ウォルト・ディズニー・アニメーション・スタジオ                                   |
| 2009年 | ブレンダンとケルズの秘密 ‡                    | カートゥーン・サルーン / GKIDS                                                                                        |

### 2010年代
| Year   | Film                                                 | Studios |
| ------ | ---------------------------------------------------- | --- |
| 2010年 | ヒックとドラゴン ‡                                   | ドリームワークス・アニメーション |
| 2010年 | 怪盗グルーの月泥棒 3D                                | イルミネーション・エンターテインメント / ユニバーサル・スタジオ                                                                                              |
| 2010年 | イリュージョニスト ‡                                 | パテ / Django Films |
| 2010年 | 塔の上のラプンツェル                                 | ウォルト・ディズニー・ピクチャーズ / ウォルト・ディズニー・アニメーション・スタジオ                                                                          |
| 2010年 | トイ・ストーリー3 † ‡‡                               | ピクサー / ウォルト・ディズニー・ピクチャーズ |
| 2011年 | ランゴ †                                             | Nickelodeon Movies / パラマウント映画 |
| 2011年 | タンタンの冒険/ユニコーン号の秘密                    | アンバイン・エンターテインメント / コロンビア映画 / ザ・ケネディ/マーシャル・カンパニー / Nickelodeon Movies / パラマウント映画 / ウィングナット・フィルムズ |
| 2011年 | アーサー・クリスマスの大冒険                         | アードマン・アニメーションズ / コロンビア映画 / ソニー・ピクチャーズ アニメーション                                                                          |
| 2011年 | カーズ2                                              | ピクサー / ウォルト・ディズニー・ピクチャーズ |
| 2011年 | パリ猫ディノの夜 ‡                                   | Digit Anima / Folimage / フランス3 / GKIDS |
| 2011年 | チコとリタ ‡                                         | Estudio Mariscal / Fernando Trueba PC / Magic Light Pictures / GKIDS                                                                                         |
| 2011年 | カンフー・パンダ2 ‡                                  | ドリームワークス・アニメーション |
| 2011年 | 長ぐつをはいたネコ ‡                                 | ドリームワークス・アニメーション |
| 2011年 | ブルー 初めての空へ                                  | 20世紀フォックス・アニメーション / Blue Sky Studios |
| 2011年 | しわ                                                 | Perro Verde Films / S.L. / GKIDS |
| 2012年 | シュガー・ラッシュ ‡                                 | ウォルト・ディズニー・ピクチャーズ / ウォルト・ディズニー・アニメーション・スタジオ                                                                          |
| 2012年 | メリダとおそろしの森 †                               | ピクサー / ウォルト・ディズニー・ピクチャーズ |
| 2012年 | フランケンウィニー ‡                                 | ウォルト・ディズニー・ピクチャーズ |
| 2012年 | モンスター・ホテル                                   | コロンビア映画 / ソニー・ピクチャーズ アニメーション |
| 2012年 | パラノーマン ブライス・ホローの謎 ‡                  | ライカ |
| 2012年 | ザ・パイレーツ! バンド・オブ・ミスフィッツ ‡         | アードマン・アニメーションズ / Columbia / ソニー・ピクチャーズ アニメーション                                                                                |
| 2012年 | 長老(ラビ)の猫                                       | Autochenille Production / GKIDS |
| 2012年 | ガーディアンズ 伝説の勇者たち                        | ドリームワークス・アニメーション |
| 2013年 | アナと雪の女王 †                                     | ウォルト・ディズニー・ピクチャーズ / ウォルト・ディズニー・アニメーション・スタジオ                                                                          |
| 2013年 | クルードさんちのはじめての冒険 ‡                     | ドリームワークス・アニメーション |
| 2013年 | 怪盗グルーのミニオン危機一発 ‡                       | イルミネーション・エンターテインメント / Universal Pictures                                                                                                  |
| 2013年 | アーネストとセレスティーヌ ‡                         | La Parti Productions / Les Armateurs / GKIDS |
| 2013年 | ももへの手紙                                         | プロダクション・アイジー / GKIDS |
| 2013年 | モンスターズ・ユニバーシティ                         | ピクサー / ウォルト・ディズニー・ピクチャーズ |
| 2013年 | 風立ちぬ ‡                                           | スタジオジブリ |
| 2014年 | ヒックとドラゴン2 ‡                                  | ドリームワークス・アニメーション |
| 2014年 | ベイマックス †                                       | ウォルト・ディズニー・ピクチャーズ / ウォルト・ディズニー・アニメーション・スタジオ                                                                          |
| 2014年 | ブック・オブ・ライフ 〜マノロの数奇な冒険〜          | Reel FX |
| 2014年 | ボックストロール ‡                                   | ライカ / Focus Features |
| 2014年 | Cheatin'                                             | ビル・プリンプトン |
| 2014年 | LEGO ムービー                                        | ワーナー・ブラザース・ピクチャーズ/ ワーナー・アニメーション・グループ                                                                                       |
| 2014年 | ソング・オブ・ザ・シー 海のうた ‡                    | カートゥーン・サルーン / GKIDS |
| 2014年 | かぐや姫の物語 ‡                                     | スタジオジブリ / GKIDS |
| 2015年 | インサイド・ヘッド †                                 | ピクサー / ウォルト・ディズニー・ピクチャーズ |
| 2015年 | アノマリサ ‡                                         | パラマウント映画 |
| 2015年 | アーロと少年                                         | ピクサー / ウォルト・ディズニー・ピクチャーズ |
| 2015年 | I LOVE スヌーピー THE PEANUTS MOVIE                  | 20世紀フォックス・アニメーション / Blue Sky Studios |
| 2015年 | 映画 ひつじのショーン 〜バック・トゥ・ザ・ホーム〜 ‡ | アードマン・アニメーションズ |
| 2016年 | ズートピア †                                         | ウォルト・ディズニー・ピクチャーズ / ウォルト・ディズニー・アニメーション・スタジオ                                                                          |
| 2016年 | ファインディング・ドリー                             | ピクサー / ウォルト・ディズニー・ピクチャーズ |
| 2016年 | KUBO/クボ 二本の弦の秘密 ‡                           | ライカ |
| 2016年 | カンフー・パンダ3                                    | ドリームワークス・アニメーション |
| 2016年 | モアナと伝説の海 ‡                                   | ウォルト・ディズニー・ピクチャーズ / ウォルト・ディズニー・アニメーション・スタジオ                                                                          |
| 2017年 | リメンバー・ミー †                                   | ピクサー / ウォルト・ディズニー・ピクチャーズ |
| 2017年 | ボス・ベイビー ‡                                     | ドリームワークス・アニメーション |
| 2017年 | スーパーヒーロー・パンツマン                         | ドリームワークス・アニメーション |
| 2017年 | カーズ/クロスロード                                  | ピクサー / ウォルト・ディズニー・ピクチャーズ |
| 2017年 | 怪盗グルーのミニオン大脱走                           | イルミネーション・エンターテインメント / Universal Pictures                                                                                                  |
| 2018年 | スパイダーマン:スパイダーバース †                    | コロンビア映画 / ソニー・ピクチャーズ アニメーション / マーベル・エンターテインメント                                                                        |
| 2018年 | アーリーマン 〜ダグと仲間のキックオフ!〜             | アードマン・アニメーションズ |
| 2018年 | インクレディブル・ファミリー ‡                       | ピクサー / ウォルト・ディズニー・ピクチャーズ |
| 2018年 | 犬ヶ島 ‡                                             | 20世紀フォックス・アニメーション / Indian Paintbrush / American Empirical Pictures                                                                           |
| 2018年 | シュガー・ラッシュ:オンライン ‡                      | ウォルト・ディズニー・ピクチャーズ / ウォルト・ディズニー・アニメーション・スタジオ                                                                          |
| 2019年 | クロース ‡                                           | セルジオパブロスアニメーションスタジオ / Netflix |
| 2019年 | アナと雪の女王2                                      | ウォルト・ディズニー・ピクチャーズ / ウォルト・ディズニー・アニメーション・スタジオ                                                                          |
| 2019年 | ヒックとドラゴン 聖地への冒険 ‡                      | ドリームワークス・アニメーション |
| 2019年 | ミッシング・リンク 英国紳士と秘密の相棒 ‡            | ライカ |
| 2019年 | トイ・ストーリー4 †                                  | ピクサー・アニメーション・スタジオ / ウォルト・ディズニー・ピクチャーズ                                                                                      |

### 2020年代
| Year                                             | Film                                                                                        | Studios                                                                                           |
| ------------------------------------------------ | ------------------------------------------------------------------------------------------- | ------------------------------------------------------------------------------------------------- |
| 2020年                                           | ソウルフル・ワールド †                                                                      | ウォルト・ディズニー・ピクチャーズ / ピクサー・アニメーション・スタジオ                           |
| 2020年                                           | クルードさんちのあたらしい冒険                                                              | ドリームワークス・アニメーション                                                                  |
| 2020年                                           | 2分の1の魔法 ‡                                                                              | ウォルト・ディズニー・ピクチャーズ / ピクサー・アニメーション・スタジオ                           |
| 2020年                                           | トロールズ ミュージック★パワー                                                              | ドリームワークス・アニメーション                                                                  |
| 2020年                                           | ウィロビー家の子どもたち                                                                    | クリエイティブ・ウェルス・メディア / ブロン・アニメーション                                       |
| 2021年                                           | ミッチェル家とマシンの反乱 ‡                                                                | コロンビア ピクチャーズ / ソニー・ピクチャーズ・アニメーション / ロード・ミラー・プロダクションズ |
| 2021年                                           | ミラベルと魔法だらけの家 †                                                                  | ウォルト・ディズニー・ピクチャーズ / ウォルト・ディズニー・アニメーション・スタジオ               |
| 2021年                                           | あの夏のルカ ‡                                                                              | ウォルト・ディズニー・ピクチャーズ / ピクサー・アニメーション・スタジオ                           |
| 2021年                                           | ラーヤと龍の王国 ‡                                                                          | ウォルト・ディズニー・ピクチャーズ / ウォルト・ディズニー・アニメーション・スタジオ               |
| 2021年                                           | SING/シング: ネクストステージ                                                               | イルミネーション                                                                                  |
| 2022年                                           |                                                                                             |                                                                                                   |
| ギレルモ・デル・トロのピノッキオ                 | Netflix / ダブル・デア・ユー!プロダクション / シャドーマシーン / ジム・ヘンソン・カンパニー |                                                                                                   |
| 長ぐつをはいたネコと9つの命                      | ドリームワークス・アニメーション                                                            |                                                                                                   |
| ジェイコブと海の怪物                             | Netflix                                                                                     |                                                                                                   |
| 私ときどきレッサーパンダ                         | ピクサー・アニメーション・スタジオ                                                          |                                                                                                   |
| Wendell & Wild                                   | Netflix / モンキーパウ・プロダクションズ / ゴッサム・グループ                               |                                                                                                   |
| 2023年                                           |                                                                                             |                                                                                                   |
| スパイダーマン:アクロス・ザ・スパイダーバース    | Sony Pictures Animation                                                                     |                                                                                                   |
| ニモーナ                                         | Annapurna Animation, Netflix                                                                |                                                                                                   |
| すずめの戸締まり                                 | CoMix Wave Films Inc., STORY inc.                                                           |                                                                                                   |
| ミュータント・タートルズ:ミュータント・パニック! | Paramount Pictures, Nickelodeon Movies                                                      |                                                                                                   |
| 君たちはどう生きるか                             | スタジオジブリ / Distributed by GKIDS                                                       |                                                                                                   |